# Абраменко Ірина Вікторівна
Абраменко Ірина Вікторівна (5 травня 1959 , Астрахань ) — лікарка, докторка медичних наук (1994).
Закінчила Київський медичний інститут (1982).
З 1982 року працює в Інституті експериментальної патології, онкології та радіобіології НАН України, з 1996 р. — Наукові праці присвячені імуноцитохімії дослідженням пухлинних та імунокомпетентних клітин при метастазних ураженнях лімфатичних вузлів кісткового мозку та серозних порожнин, морфо- й імуноцитологічним характеристикам лімфоцитів крові при мієломній хворобі.

## Праці
- Імуноцитохімія і моноклональні антитіла в онкогематології. К., 1990 (співавт.);
- Иммуноцитохимическая диагностика злокачественных экссудатов. К., 1993 (співавт.);
- Лабораторная диагностика онкогематологических заболеваний. К., 1998 (співавт.)